# John M. Slaton
John Marshall "Jack" Slaton, född 25 december 1866 i Meriwether County i Georgia, död 11 januari 1955 i Atlanta i Georgia, var en amerikansk demokratisk politiker. Han var Georgias guvernör 1911–1912 och 1913–1915.
Slaton utexaminerades 1886 från University of Georgia, studerade sedan juridik och inledde 1887 sin karriär som advokat i Atlanta.
Slaton efterträdde 1911 M. Hoke Smith som Georgias guvernör och efterträddes 1912 av Joseph Mackey Brown. Han tillträdde 1913 på nytt som guvernör och efterträddes 1915 av Nathaniel Edwin Harris. Han omvandlade Leo Franks dödsstraff till livstids fängelse. Slaton avled 1955 och gravsattes på Oakland Cemetery i Atlanta.